# Gabriela Löffel
Gabriela Löffel (* 29. Dezember 1972 in Oberburg) ist eine Schweizer Künstlerin. In ihren installativen medialen Arbeiten beschäftigt sie sich mit den Prägungen der Seh- und Erfahrungswelten durch globale Unternehmen und Institutionen, unter anderem der Filmindustrie, der Rüstungsindustrie oder der juristischen Strukturierung zur Vertretung globaler Handelsinteressen.

## Ausbildung
Gabriela Löffel hat ein Studium an der École supérieure des beaux-arts Genève (ESBA) (heute: HEAD) absolviert (2000–2006), zudem ein Gaststudium an der Akademie der bildenden Künste Wien. Seit 2004 ist sie international tätig im Rahmen von Screenings, Festivals und Ausstellungen. Sie hat diverse Auszeichnungen und Stipendien erhalten. Löffel lebt zurzeit in Bern und Genf.

## Werk
Kernpunkt von Löffels Arbeiten sind Narrative, um die sie das Visuelle in komplexen medialen Reflexionsräumen installiert. Gabriela Löffels Interesse gilt dem Gebrauch von Sprache und Bildern in spezifischen Habitaten der Macht und den dort geprägten Auftrittsweisen repräsentativer Personen. Einer Journalistin ähnlich recherchiert sie in häufig öffentlich nicht zugänglichen Räumen, u. a. einem Truppenübungsplatz, einer Waffenmesse, einem Zollfreilager, um darin wirkenden Strukturen und Logiken auf die Spur zu kommen. Das erworbene visuelle und akustische Material wird dokumentarisch verwendet, in der Regel jedoch in vielfältigen Übersetzungen in die aufwändigen filmischen Produktionen eingebracht. Mithilfe kulissenartiger Versatzstücke, mit Dolmetschern, Stuntperformern, Synchronsprechern und Sounddesignern re-inszeniert die Künstlerin dieses Ausgangsmaterial, um so die Geschehnisse auf eine Metaebene zu rücken, um ihr "Gemachtsein" zu zeigen und eine Bühne für die Analyse zu öffnen. Löffel Im Gespräch mit Britta Polzer für den Fokusartikel im Schweizer Kunstmagazin Kunstbulletin 6/2016, zu Facetten ihrer Filmproduktion, geht es um „verschiedenen Schichten und Rahmenbedingungen“, die hinter einem Geschehen wirken und deren Verhältnis zur Sichtbarkeit sie interessiert. Sie analysiert Facetten der Kriegsindustrie, vor allem die Bühnen und Apparaturen, welche den Krieg mit unserem Alltag verlinken: In „The easy way out“, 2010, und „Setting“, 2011, beschäftigt sie sich mit einem amerikanischen Truppenübungsplatz in Bayern (DE), wo Soldaten in Attrappen-Dörfern für ihren Einsatz (im Irak oder in Afghanistan) ausgebildet wurden. Die Fotoserie „Ohne Titel“, 2012, und die Videoarbeit „Embedded Language“, 2013, beleuchten eine Internationale Messe der Verteidigungsindustrie in Polen. In „Offscreen“, 2012/13, recherchiert Löffel das Phänomen des Pauschaltourismus in Krisengebiete, einer Branche ähnlich dem Dark Tourism, die Kriegsrealitäten als Konsumgut anbietet. „The Case“, 2015, thematisiert einen Wettbewerb unter jungen Juristen am WTO in Genf. Verhandelt wird der Rechtsfall zweier fiktiver afrikanischer Staaten, die sich bezüglich der Privatisierung der Wasserversorgung an das WTO Schiedsgericht wenden. Performance, 2017/2018, zeigt das rhetorische und gestische Framing zur Optimierung von öffentlichem Sprechen durch einen Sprach Coach. Als Ausgangsmaterial diente die Rede des CTO einer amerikanischen Homeland Security Firma, die Löffel an einer Fachmesse der Sicherheitsindustrie aufzeichnete.

## Auszeichnungen (Auswahl)
- 2007: Aeschlimann-Corti Stipendium Hauptpreis[7]
- 2011: „Prix Fondation Gertrude Hirzel“ Société des arts Genève
- 2011/2016: Swiss Art Award[8]
- 2012: Bourse de la Société des arts Genève
- 2013: Anerkennungspreis „Fotopreise Amt für Kultur Kanton Bern“[9]
- 2015: Collection Cahiers d’Artistes, Pro Helvetia[10]
- 2015: Prix Irène Reymond Fondation[11]
- 2017: Bourse pour artiste de plus de 35 ans, Ville de Genève, FMAC[12]
- 2018: Atelierstipendium Shanghai, Pro Helvetia[13]
- 2019: Atelierstipendium Landis+Gyr, 2021 London[14]

## Ausstellungen (Auswahl)
- 2010: The easy way out. Galerie Ex-Machina, Genève
- 2010: The easy way out. Standard/deluxe, Lausanne
- 2010: Fokus. Schweizer Videokunst, Landshuter Kunstnacht, Neue Galerie
- 2011: Crosnier Extra Muros. Société des arts Genève, BAC Genève
- 2011: Staging Voices. Progr / Stadtgalerie Bern
- 2011/2013/2014/2016: The easy way out. La Bande Vidéo, Québec
- 2012: Setting. Espace d’Art Contemporain (les halles) Porrentruy
- 2013: Offscreen. Halle Nord, Genève
- 2013: Move Movie. Centre d’Art Contemporain, Yverdon-les-Bains
- Swiss Art Awards, Messe Basel
- 2014: Bieler Fototage
- 2015: Embedded Language. Dazibao Montréal
- 2015: TWISTING C(R)ASH. Le Commun, Genève
- 2015: Geschichte in Geschichten. Helmhaus Zürich
- 2016: TWISTING C(R)ASH. Athen
- 2016: Komplexe Systeme. E-Werk Galerie für Gegenwartskunst Freiburg iB
- 2017: Espace libre, Biel
- 2017: Extended Cahiers. Ground, Moscow
- 2017: Work in motion. Mast Bologna
- 2018: Stumble and choose. Médiathèque FMAC Genève
- 2018: Gut gespielt. Der Mensch und sein Avatar. Alte Fabrik Rapperswil-Jona
- 2018: Multiple Contexts. Around Space Gallery Shanghai
- 2018: Choreography of the Frame. Kunsthalle Exnergasse Wien
- 2019: Film as idea, film as film, film as art. Galeria Studio Warsaw
- 2019: Body+Soul, Genève
- 2020/2021: Performance. Optica, Montreal
- 2020/2021: Inside. Standard/deluxe, Lausanne
- 2020: INSIDE. Centre d'art contemporain Yverdon les Bains[6]

## Bibliographie (Auswahl)
- Christoph Lichtin: Aeschlimann Corti Stipendium der Bernischen Kunstgesellschaft 2007. Jurybericht 2007
- Françoise Ninghetto: La fiction comme expérience des réalités. Kunstbulletin 5/2011
- Merel van Tilburg: Setting. Citysharing 2013
- Brita Polzer: Bühnen für den Krieg. Kunstbulletin 12/2013
- Samuel Schellenberg: Millefeuille. Le Courrier 7. Dezember 2013
- Robert Ireland: Prix de la Fondation Irène Reymond 2015. Pressemitteilung
- Brita Polzer: Gabriela Löffel - Die beunruhigende Abstraktion der Macht. Kunstbulletin 6/2016[5]
- Annette Hoffmann: Gabriela Löffel. Die Schweizerin erkundet in ihren Videos die Codes der Macht. Artline 8. Juni 2016
- Daniel Morgenthaler: Evolution without Heavy Metal. Cahiers d’Artistes, Pro Helvetia, Basel 2015
- Andrea Cinel: Avec le cinéma on parle de tout, on arrive à tout. Collection Cahiers d’Artistes, Pro Helvetia 2015[15]
- Sigrid Adorf: Offscreen – Wenn Bilder jenseits ihrer Ränder zurückblicken. Images as Agents. Fink Verlag 2019
- Sønke Gau: Inside› the Market. Kunstbulletin 04.2020
- Florence Millioud-Henriques: Gabriela Löffel désarme les lieux de pouvoir. 24heures / Tribune de Genève 05/2020
- Karine Tissot, Sigrid Adorf: Écouter un film. Art&Fiction 2020

## Ankäufe/Sammlungen (Auswahl)
- Kunstsammlungen des Bundes, Bundesamt für Kultur Schweiz
- Schweizerische Nationalbibliothek
- Collection des Beaux-Arts Jura
- Kantonale Kunstsammlung Bern, Amt für Kultur Kanton Bern
- FMAC / Fonds d‘art contemporain de la Ville de Genève
- MAST, Collection of Photography, Bologna